# Akouta
Akouta ist ein Uranbergwerk im Norden Nigers.

## Geographie

### Geographische Lage
Akouta befindet sich etwa elf Kilometer südwestlich des Stadtzentrums von Arlit, das westlich des Gebirges Aïr in der Wüste Sahara liegt.

### Geologie
Akouta ist eine sandsteingebundene Uranlagerstätte. Im Jahr 2005 wurden 7909 Tonnen Uraninhalt nachgewiesen. Die in einer Tiefe von mehr als 250 Metern liegende Lagerstätte wird durch Untertagebau erschlossen. Die gewonnenen Urankonzentrate werden mit Lastwägen zu Häfen in Benin transportiert und zur Konversion exportiert, zumeist in die Urankonversionsanlage Comurhex in Frankreich.

## Geschichte
Die Lagerstätte wurde 1967 entdeckt. Die Ausbeutung obliegt der Compagnie Minière d’Akouta (COMINAK), die 1974 gegründet wurde und 1978 mit der Produktion begann. Für die Minenarbeiter wurde die Bergwerkssiedlung Akokan am Stadtrand von Arlit angelegt. Im Jahr 2003 waren 1070 Personen in der Mine beschäftigt. Im selben Jahr wurden 2017 Tonnen Uraninhalt abgebaut, 2006 1869 Tonnen und 2007 1403 Tonnen.